# Surinder Kapoor
Surinder Kapoor, talvolta accreditato come Shri Surinder Kapoor (Peshawar, 23 dicembre 1925 – Mumbai, 24 settembre 2011), è stato un produttore cinematografico indiano.
Apparteneva ad una delle famiglie più importanti di Bollywood.
Era cugino dell'attore Prithviraj Kapoor, padre dei tre fratelli Kapoor: Boney Kapoor, produttore anch'egli, e i due attori Anil e Sanjay Kapoor e 
nonno di Arjun Kapoor.
Iniziò la sua carriera come segretario dell'attrice Geeta Bali.

## Filmografia parziale
- Tarzan Comes to Delhi (1965)
- Ek Shriman Ek Shrimati (1969)
- Shehzada (1972)
- Ponga Pandit (1975)
- Phool Khile Hain Gulshan Gulshan (1978)
- Hum Paanch (1980)
- Woh 7 Din (1983)
- Loafer (1996)
- Judaai (1997)
- Pukar (2000)
- Hamara Dil Aapke Paas Hai (2000)
- Bhooka Sher (2001)
- No Entry (2005)